# Marleys Falterfisch
Der Marleys Falterfisch (Chaetodon marleyi) ist eine Art aus der Familie der Falterfische.

## Merkmale
Der Marleys Falterfisch erreicht eine maximale Länge von 20 Zentimetern.
Der Fisch hat einen silbrigweißen, hochrückigen und seitlich abgeflachten Körper. Dieser wird von vier senkrechten gelb-braunen Bändern überzogen, von denen eins über das Auge verläuft. Zwei der gelb-braunen Bänder ziehen sich über die Körperseiten des Fisches, wobei eines dieser Bänder den Ansatz der Brustflosse bedeckt. Ein weiteres der vier gelb-braunen Bänder verläuft über den Ansatz der Schwanzflosse. Die Rücken- und Afterflosse sind gelb gefärbt und über die Mitte der Schwanzflosse zieht sich ein vertikales gelb-braunes Band.
- Flossenformel: Dorsale XI/23–24, Anale III/18–19[1]

## Verbreitung
Das Verbreitungsgebiet des Marleys Falterfisch beschränkt sich auf den westlichen Indischen Ozean sowie die Westküste Südafrikas: Von der Maputo-Bucht in Mosambik bis zur Lamberts Bay in Südafrika.

## Vorkommen und Verhalten
Der Marleys Falterfisch kommt meist in Felsen- und Korallenriffen vor, ist aber auch in Ästuarien mit Seetangbewuchs sowie in Gezeitenbecken verbreitet. Der Fisch hält sich in Tiefen von bis zu 120 Metern auf.
Der Marleys Falterfisch ernährt sich in der Natur von in der Nähe des Bodens lebenden Wirbellosen wie Vielborstern, Krebstieren, Hydrozoen und Seescheiden sowie Algen. Die Fische sind getrenntgeschlechtlich und eierlegend, wobei die Befruchtung außerhalb des Körpers stattfindet. Zur Fortpflanzungszeit sind Marleys Falterfische paarweise anzutreffen. Die Fische sind ziemlich widerstandsfähig, was sich darin widerspiegelt, dass sich ihre Population in weniger als 15 Monaten verdoppelt.

## Taxonomie und Benennung
Der Marleys Falterfisch wurde zuerst 1921 vom britischen Ichthyologen Regan formell beschrieben, wobei als Typenfundort East London in Südafrika angegeben wurde. Das Artepitheton ehrt Harold Walter Bell-Marley, den Entdecker der Fischart.

## Gefährdung
Der Marleys Falterfisch wird gelegentlich für den Aquarienhandel gefangen. Dies scheint keine schwerwiegenden Auswirkungen auf die Population zu haben. Die IUCN stuft den Marleys Falterfisch als nicht gefährdet ein.